# Acció d'or
En negocis i finances, una acció d'or o golden share, és una acció nominal que és capaç de superar totes les altres accions en determinades circumstàncies específiques, sovint en mans d'una organització governamental, en una empresa governamental en procés de privatització i transformació en una societat anònima.

## Propòsit
Aquesta acció atorga a l'organització governamental, o a un altre accionista, el dret de vot decisiu, per tant per votar totes les altres accions, en una junta d'accionistes. Normalment, això s'aplicarà mitjançant clàusules en els estatuts d'una empresa i estarà dissenyat per evitar la creació de participacions per sobre d'un determinat percentatge de propietat o per donar al govern, o a un altre accionista, poders de veto sobre qualsevol acció corporativa important, com ara la venda. d'un actiu important o filial o de l'empresa en el seu conjunt.
En el context de les accions d'or propietat del govern, sovint aquesta acció només es conserva durant un període definit per permetre que una empresa acabada de privatitzar s'acostumi a operar en un entorn públic, tret que es consideri que la propietat de l'organització en qüestió sigui continuada. per ser d'importància per als interessos nacionals, per exemple per raons de seguretat nacional.
NATS Holdings, el principal proveïdor de serveis de navegació aèria del Regne Unit, és un exemple d'empresa amb una acció d'or.

## Història
El terme va sorgir a la dècada de 1980 quan el govern britànic va retenir unes accions d'or en empreses que va privatitzar, un enfocament posteriorment adoptat a molts altres països europeus, així com a l'antiga Unió Soviètica. Va ser introduït a Rússia per llei el 16 de novembre de 1992. 
L'any 2021, The Economist i Reuters van descriure la participació del govern xinès a ByteDance com una acció d'or.

## Reptes legals
La acció d'or del govern britànic a BAA, l'autoritat aeroportuària del Regne Unit, va ser declarada il·legal pels tribunals europeus l'any 2003, quan es va considerar contradictòria amb el principi de lliure circulació de capitals a la Unió Europea. El Tribunal de Justícia de la Unió Europea també va considerar que la participació de Portugal en accions d'or a "Energias de Portugal" és contrària a la legislació de la Unió Europea ja que presentava una restricció injustificada a la lliure circulació de capitals.
Entre altres accions d'or declarades il·legals, hi ha les accions d'or del govern espanyol a Telefónica, Repsol YPF, Endesa, Argentaria i Tabacalera.
Johannes Adolff així com Peer Zumbansen i Daniel Saam discuteixen l'estructura d'accions d'or de Volkswagen AG i els treballs de la terra alemanya (estat federal) de Niedersachsen (Baixa Saxònia).